# Mauro Morassi
Mauro Morassi (* 1925 in Trient; † 1966 in Sambia) war ein italienischer Filmregisseur.
Morassi betätigte sich zunächst auf dem Gebiet des Dokumentarfilmes und war ab 1953 als Regieassistent für verschiedene Spielfilme tätig. Ab 1957 entstanden bis 1960 drei Werke in eigener Regie, die alle nur Durchschnitt darstellen. Bei Il successo drei Jahre später wurde er im Laufe der Dreharbeiten durch Dino Risi ersetzt. Morassi starb bei einem Autounfall in Sambia auf dem Weg nach Tansania.

## Filmografie (Auswahl)
- 1957: Il cocco di mamma
- 1960: Juke box, urli d'amore
- 1963: Il successo (Ko-Regie)